# Greven (Mecklenburg)

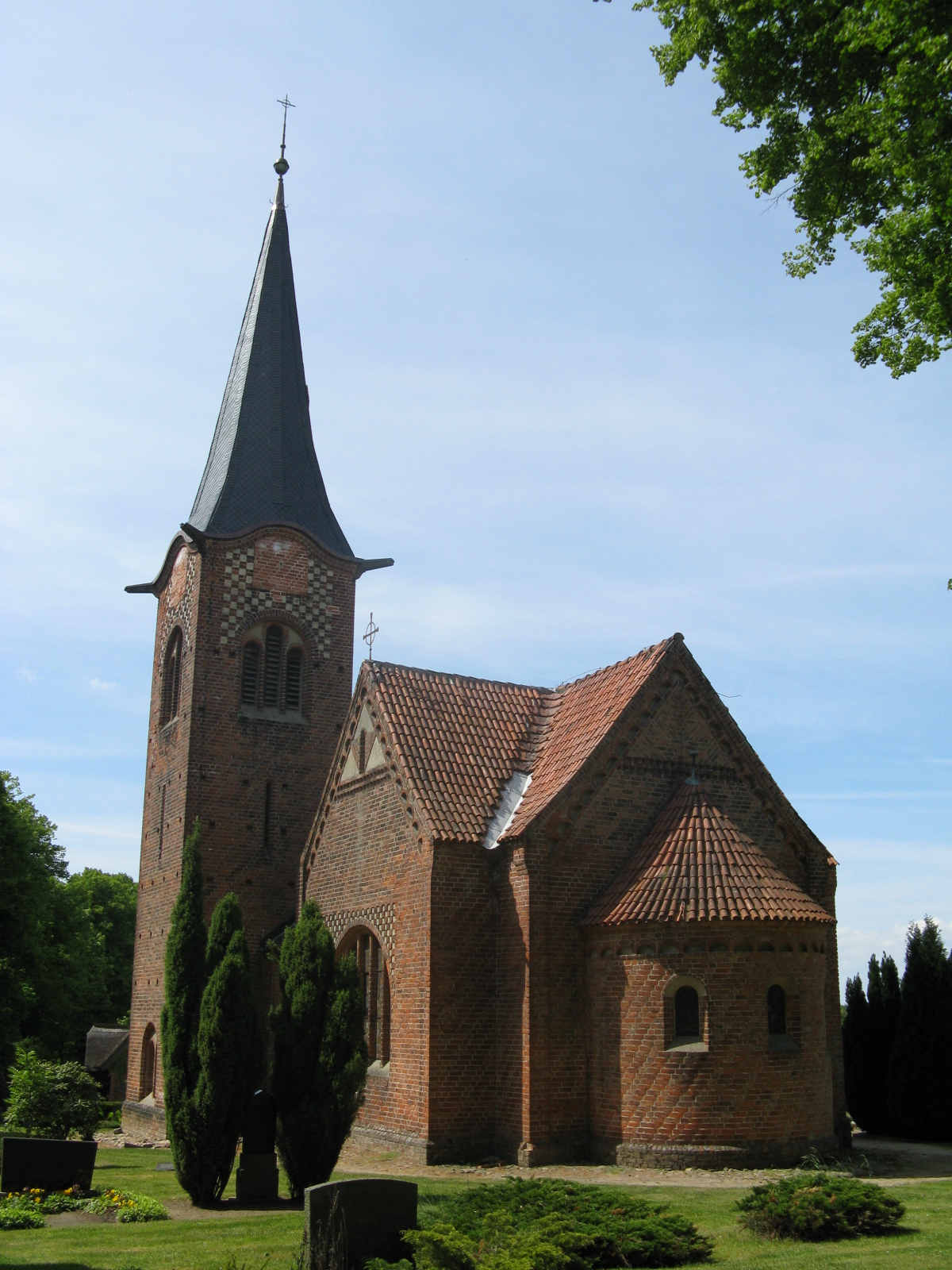
Kerk van Greven

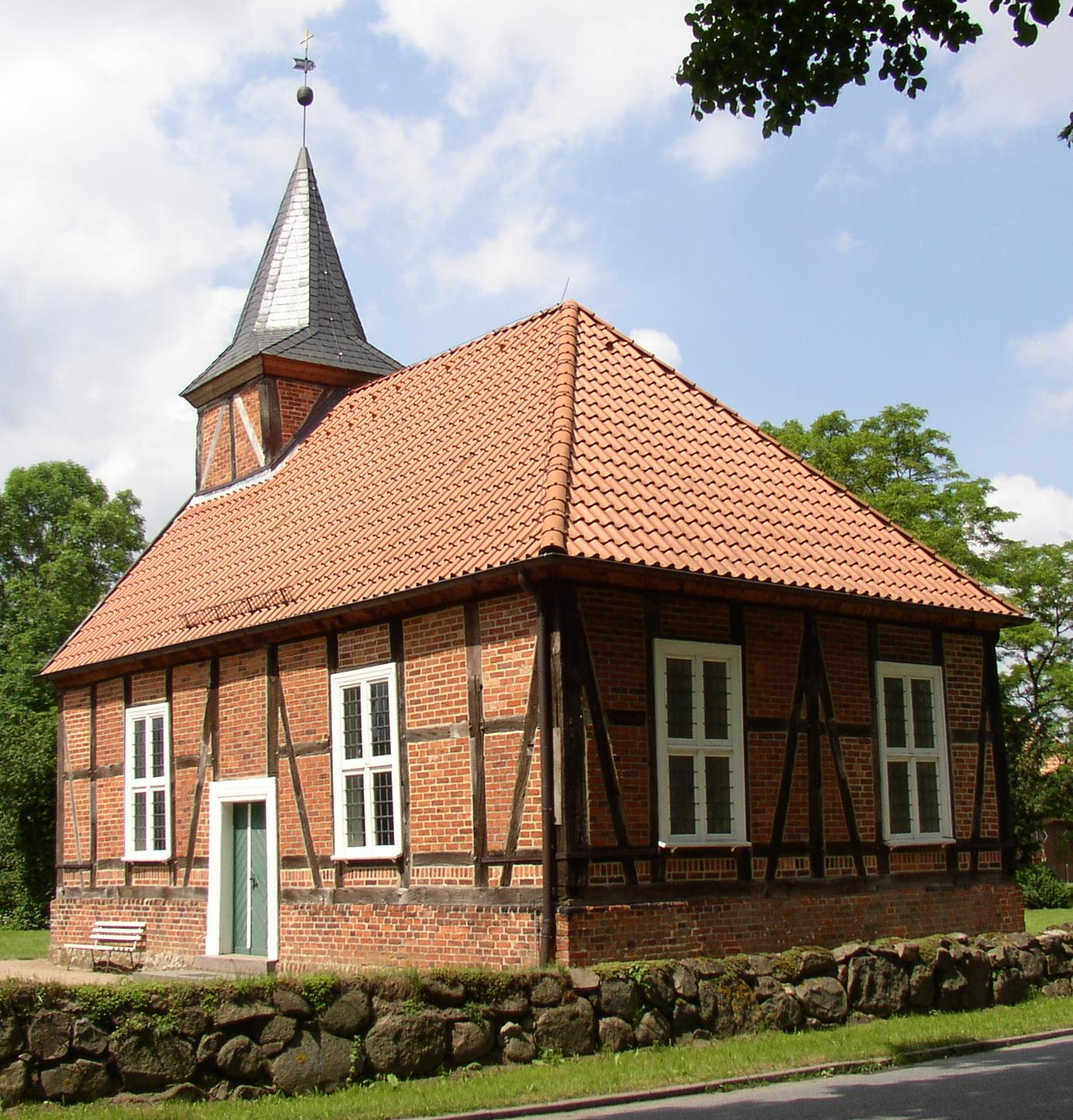
Kapel van Lüttenmark

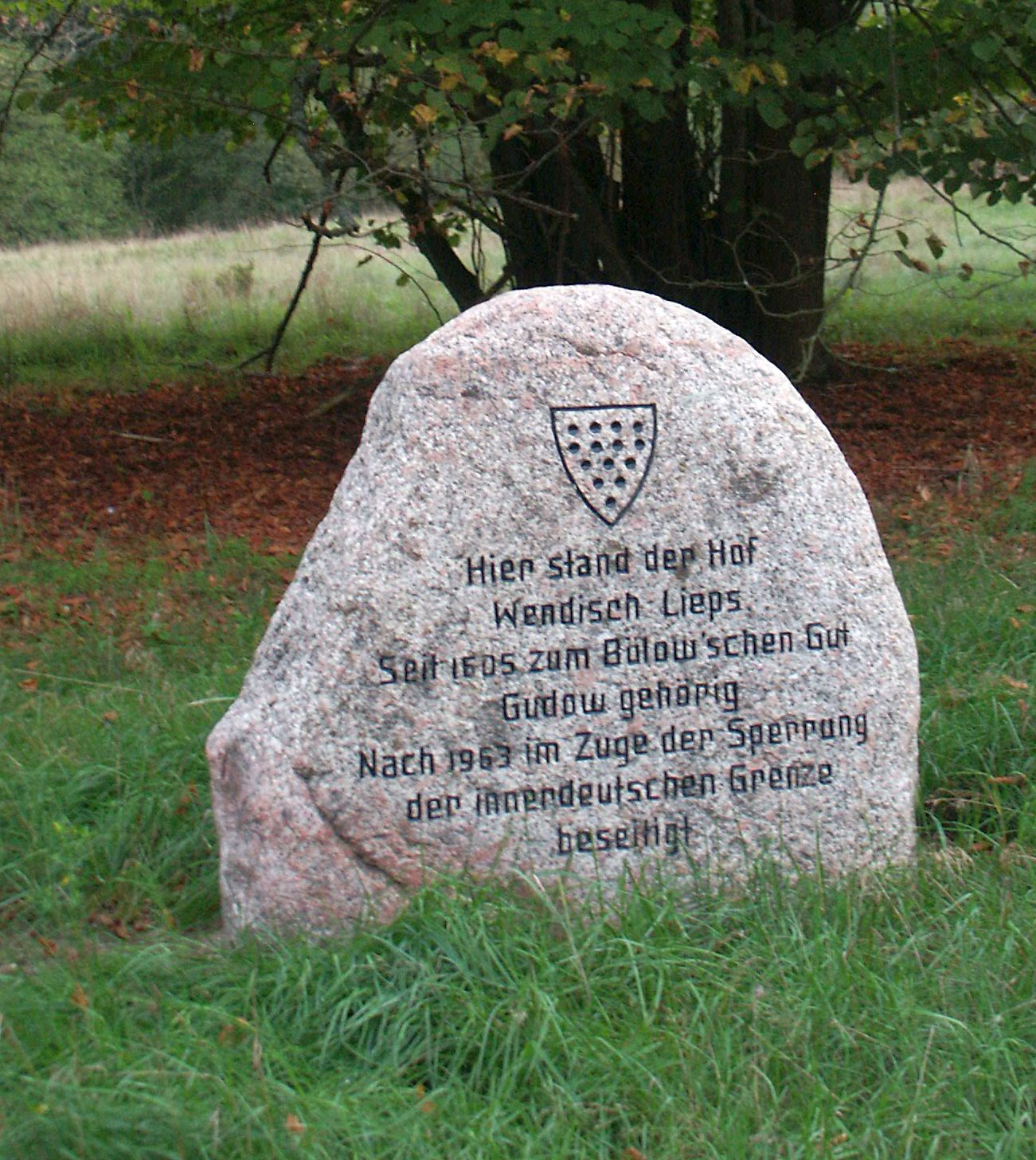
Gedenksteen Wendisch Lieps

Greven is een gemeente in de Duitse deelstaat Mecklenburg-Voor-Pommeren, en maakt deel uit van het Landkreis Ludwigslust-Parchim. De gemeente ligt aan de Boize en telt naast Greven zelf nog de kerkdorpen Granzin en Lüttenmark.
Greven telt 721 inwoners.
Wendisch Lieps werd in het kader van de versterking van de Duits-Duitse grens in 1963 volledig gesloopt en is nu een Wüstung.